# Густафсон, Трюгве
Трюгве Густафсон (швед. Tryggve Gustafsson, 11 июля 1918 года, Юстерё (Ljusterö) — 23 сентября 1989 года, Бромма) — шведский зоофизиолог и эмбриолог, член Шведской королевской академии наук.

## Биография
Сын Эдварда и Терезы Густафсон.
Получил степень доктора философии в Стокгольме в 1952 году, в том же году был назначен доцентом экспериментальной зоологии в Стокгольмском университете. В 1953 году также занял должность ассистента кафедры зоологии, став профессором физиологии животных в Стокгольмском университете в 1956 году и занимая эту должность до 1983 года, став затем почётным профессором. Также возглавлял отдел физиологии развития Института экспериментальной биологии Веннера-Гренса в Стокгольме.
Густафсон был членом Шведской Королевской Академии наук, Физико-географического общества в Лунде, иностранным членом Академии наук СССР (с 1976 года), Финской Академии наук и членом совета Морской биологической станции Кристенберга.
Основные его научные работы посвящены регуляции синтеза ферментов в клетках in vitro, роли медиаторов в морфогенетических движениях зародышей, биохимии эмбрионального развития.